# Dendroctonus ponderosae
Espèce
Dendroctonus ponderosae (synonyme : Dendroctonus monticolae Hopkins), appelé dendroctone du pin ponderosa par les francophones et « Mountain pine beetle », ou « Black Hills beetle » par les anglophones, est une espèce de petits scolytes (coléoptères xylophages de la sous-famille des Scolytinae), identifié par Hopkins en 1902.
C'est une espèce du nord et centre de l'Amérique dont la larve se nourrit dans et sous l'écorce du pin ponderosa, en association avec un champignon.

## Écologie

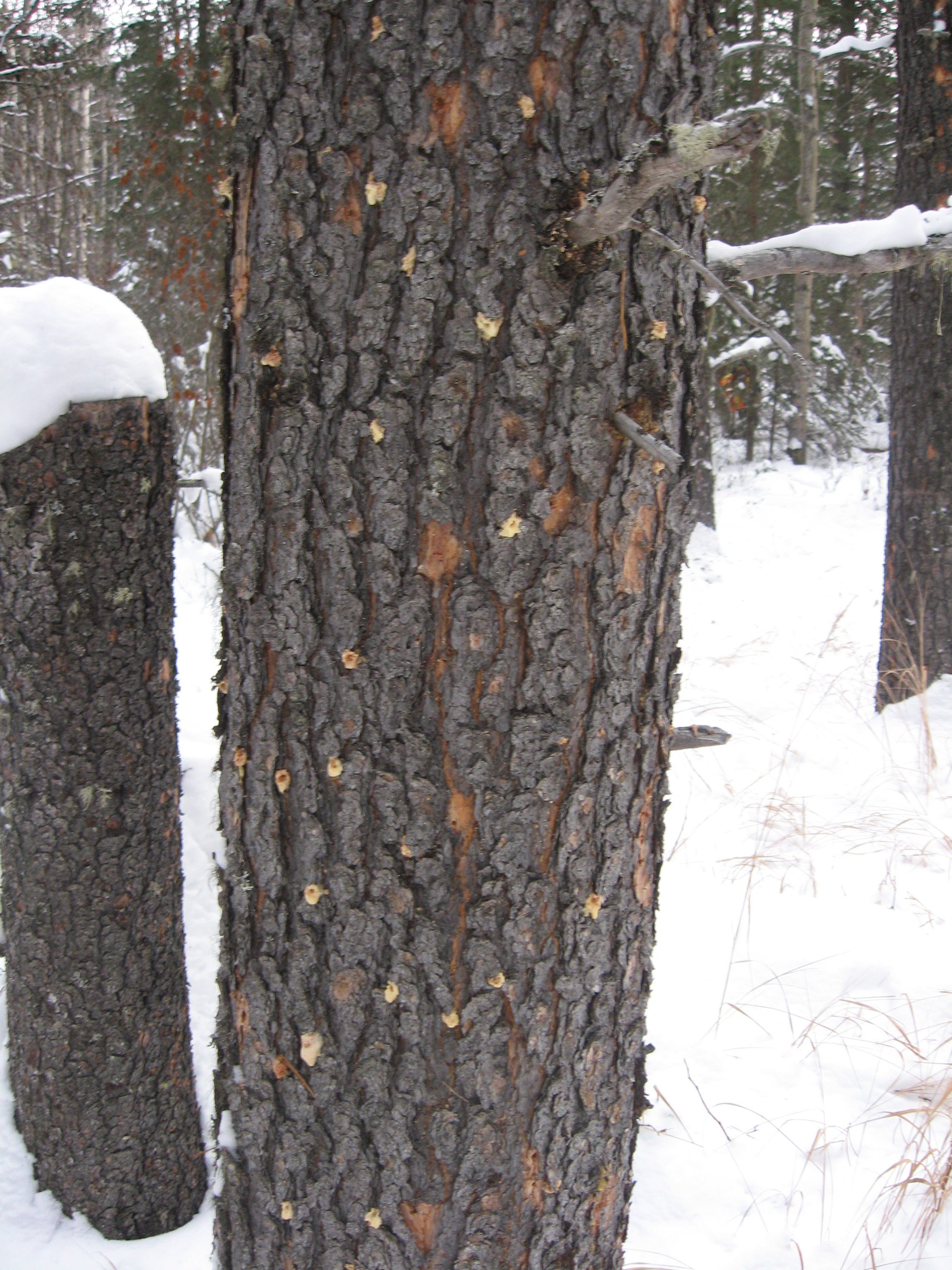
Tronc de pin colonisé par le scolyte Dendroctonus ponderosae.

Cet invertébré se nourrit de phloème ou de la partie interne et inférieure de l'écorce. Comme d'autres scolytidés, D. ponderosae ne digère la cellulose et la lignine que parce qu'il est associé à un champignon xylophage qu'il transporte avec lui (Ceratocystis montia responsable d'une pourriture rendue visible par un bleuissement du bois).
Les larves du second au quatrième stade et les jeunes adultes hibernent sous l'écorce qui les protège du froid, redevenant actifs quand la température atteint 7 à 10 °C. L'adulte émerge alors (de février à juin, selon la température et donc l'exposition du site), volant de jour, seul ou en petits groupes. Les vols se font au printemps, lors d'épisodes chauds, ou en été, au crépuscule (avec une température de 20 à 45 °C) pour rechercher des arbres leur convenant.
Il semble que des insectes « pionniers » colonisent les premiers de nouveaux arbres qui leur conviennent, attirés par des terpènes émis par l'oléorésine. Leurs phéromones attirent ensuite d'autres insectes de la même espèce.

## Répartition géographique
Ce scolyte a été signalé au Canada (Alberta, Colombie-Britannique, Territoires du Nord-Ouest, Saskatchewan), Mexique, États-Unis (Arizona, Californie, Colorado, Idaho, Montana, Oregon, Dakota du Sud, Utah, Washington, Wyoming).

## Habitat
Dendroctonus ponderosae est une espèce des forêts de pins dont l'habitat est constitué comme son nom l'indique de Pinus ponderosa mais aussi de Pinus contorta. Il se nourrit un peu plus rarement sur Pinus albicaulis, Pinus lambertiana, Pinus monticola.
On l'a également trouvé sur Pinus aristata, Pinus balfouriana, Pinus coulteri, Pinus edulis, Pinus flexilis, Pinus monophylla et d'autres sous-espèces de pins d'Amérique.

Il a aussi été signalé - lors d'un épisode de pullulation - sur Picea engelmannii.

## Pullulations
Les pullulations de ce scolyte semblent en forte croissance, ce qui en fait une espèce à surveiller, y compris en Europe et Asie où il pourrait éventuellement devenir invasif.
Elles sont favorisées par le stress hydrique des arbres, et donc par les épisodes de sécheresses, et/ou par la perte d'eau des sols, par exemple à la suite du recul des castors et à la disparition de leurs barrages) et les monocultures de pins (contagion facilitée).

### En Amérique du Nord

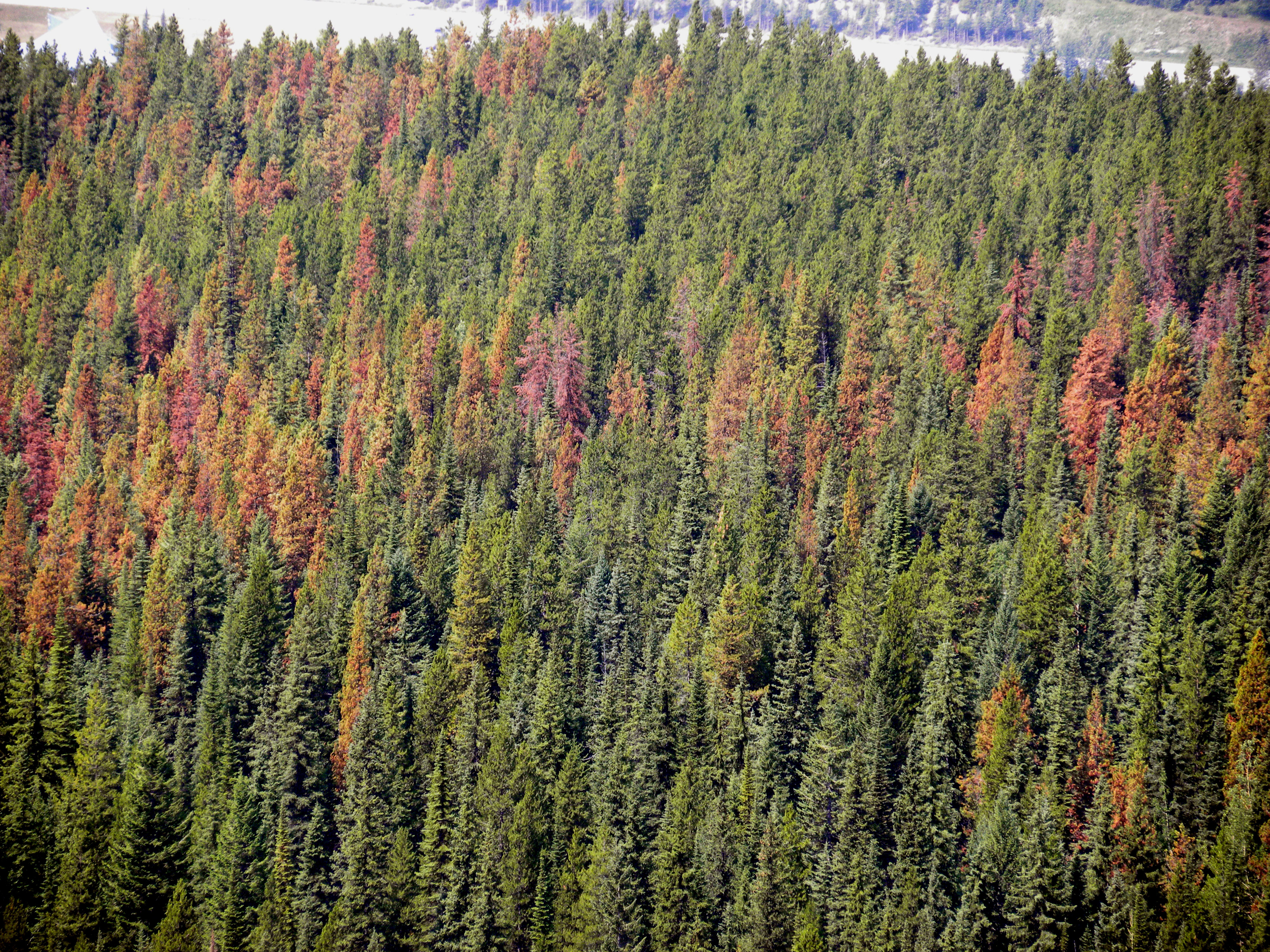
Dégâts dans une forêt de Colombie-Britannique (août 2009).

Dans les années 2000, 13,5 millions d'hectares dans l'ouest du Canada sont considérés comme touchés par des pullulations de dendoctrone du pin, qui avance vers les rocheuses et le sud de la Colombie-Britannique.
Ces pullulations pourraient être favorisées par la circulation de bois et de véhicules transportant le parasite, ainsi que par les modifications climatiques (les larves meurent moins lors d'hivers peu rigoureux).
Impacts sur le climat ? Certains chercheurs estiment que la situation pourrait empirer car cet insecte pourrait contribuer à une boucle de rétroaction positive augmentant le réchauffement climatique selon une étude publiée au printemps 2008, pour deux raisons :
- la forêt dont les arbres adultes sont tués par cet insecte joue moins son rôle de « puits de carbone ».
- la forêt détruite émet du dioxyde de carbone qui contribue à l'effet de serre.

Au rythme des années 2000 à 2008, en 20 ans (de 2000 à 2020), 374 000 km2 de forêts pourraient être détruites et produire par décomposition du bois (ou pire par incendie de forêt) environ 270 000 mégatonnes de dioxyde de carbone (acidifiant et gaz à effet de serre), soit autant que toutes les émissions du secteur des Transports au Canada durant 5 ans.

## Moyens de lutte
La lutte contre les scolytes est difficile en raison du fait qu'ils passent presque toute leur vie abrités sous l'écorce (où on leur connaît peu de prédateurs, hormis des bactéries ou acariens qui peuvent attaquer ses œufs) ; ensuite parce qu'en les éliminant (par des insecticides), on permettrait aux arbres stressés de survivre, c'est-à-dire d'évapotranspirer plus longtemps, en continuant donc à épuiser la ressource en eau en temps de sécheresse (risque accru de maladies et de défoliation plus grave, mais aussi d'incendies aggravés).
Après le stade infestations tuant massivement des arbres, les jeunes arbres poussent généralement abondamment (les graines étant libérées de l'effet inhibiteur induit par la présence d'arbres adultes). Par précaution, les auteurs de cette étude préconisent néanmoins de débarrasser les forêts du bois en décomposition et d'y planter de nouveaux arbres, au risque d'aussi priver la forêt d'une source importante d'humus utile ou nécessaire à ses équilibres futurs.
Autres solutions... il s'agirait dans tous les cas de favoriser une gestion sylvicole ;
- ne favorisant pas la circulation des œufs, larves et adultes de cet insecte;
- favorisant préventivement une bonne conservation de l'eau dans ses cycles annuels et pluriannuels pour limiter le stress hydrique qui favorise les pullulations de scolyte. (Ceci peut par exemple passer par la réintroduction de castors dont les barrages stockent efficacement de grandes quantités d'eau, mais les castors ont besoin de feuillus);
- intégrant des outils de lutte biologique et lutte intégrée, mais les "ennemis" et maladies de ce scolyte sont encore mal connus.
- anticipant sur le risque et les probabilités de changement climatiques pour produire une forêt plus résiliente (ce qui passe par une bonne conservation de la biodiversité);
- limitant ses « effets-lisières ».. et limitant donc la fragmentation écologique des forêts par des routes et grandes coupes rases uniformes (On a par exemple constaté que les épicéas poussant sur les lisières naturelles (falaises) ou artificielles (de coupes rases, routes, layons..) ou sur des zones sèches, notamment sur pentes, semblent présenter une sensibilité exacerbée au stress hydrique et aux scolytes et peut-être à des infestations par des défoliateurs (les perturbations micro-climatiques liées aux effets de lisières sont mesurables avec un simple thermo-hygromètre et visibles en photo-infrarouges). Dans ces zones les attaques de scolytes semblent favorisées, selon des études qui demandent encore à être affinées[3].
- en favorisant une meilleure protection du sol, et si nécessaire sa restauration (Des techniques de BRF (Bois raméal fragmenté) ont notamment été testées au Canada et dans d'autres pays),

D'autres solutions sont parfois recommandées :
- L'écorçage des grumes abattues, ou des arbres tombés après une tempête, est une solution souvent proposées pour que des scolytes ne puissent s'y installer et pondre (leurs larves ne pouvant en vivre et grandir que sous l'écorce d'arbres fraîchement abattus ou tombés). En écorçant les grumes après abattage ou à la suite d'une tempête on éviterait ou limiterait la pullulation de scolytes.
- Le piégeage des adultes. Les adultes sont en effet attirés par les odeurs des arbres auxquels ils sont attachés (et en particulier des arbres malades ou en déficience physiologique, par exemple du fait d'une sécheresse). On peut donc attirer les adultes vers des pièges à phéromones ou qui reproduisent le spectre d'odeurs d'arbres malades. Cette méthode est en particulier efficace après une tempête, quand dans un endroit de nombreux arbres sont cassés ou abattus - et en particulier s'il s'agit d'arbres d'une même espèce, ce qui n'est pas rare dans des régions où la forêt est cultivée. Le piégeage est utilisé pour tenter de réduire les populations ou pour détecter un éventuel début de « pullulation ».